# Patriotisk Selskab
 For alternative betydninger, se Patriotisk Selskab (Hamborg).
Patriotisk Selskab, oprindeligt Fyens Stifts patriotiske Selskab, er en dansk landbrugsforening stiftet 11. juli 1810. I dag er det en rådgivningsvirksomhed inden for landbrug, der rådgiver professionelle landbrugsvirksomheder i hele landet.
Foreningen blev stiftet på Fyn efter Englandskrigene for "med almen Aand og Kraft at fremme sand og gavnlig Industri i Landøkonomien, i Manufaktur- og Fabriksvæsenet, i Fiskeri og andre Frembringelsesgrene, at udrydde vrange Begreber, at kæmpe imod Fordomme..." og "at opvække, belønne, nære og fremme hos begge Kjøn af alle Stænder, Arbejdsomhed, Vindskibelighed, nyttig Sparsomhed og Agtelse for Landets egne Frembringelser".
I tiden 1855-1902 drev foreningen egen landbrugsskole.
Den nuværende bestyrelsesformand for Patriotisk Selskab er Christina Ahlefeldt-Laurvig.

## Formænd
- 1850'erne M. P. Allerup
- 1864-1882 Ove Sehestedt Juul
- 1882-1891 Sophus Vind
- 1891-1902 Frederik Ahlefeldt-Laurvig-Lehn
- 1902-1908 Sophus Vind
- 1908-1921 V. Jespersen
- 1921-1925 A. Thomsen
- 1925-1946 Karl Langkilde
- 1946-1967 Kai Benedict Ahlefeldt-Laurvig
- 1967-1979 Erik Mourier
- 1979-1982 K. A. Haustrup
- 1982-1997 Christian N. B. Ulrich
- 1997-2022 Peter Cederfeld de Simonsen
- 2022-nu: Christina Ahlefeldt-Laurvig